# Henckel-Gaschin von Donnersmarck
Henckel-Gaschin von Donnersmarck – linia śląskiego rodu Henckel von Donnersmarck, która wygasła w 1993, od 25 listopada 1911 potomkowie Hugona II Henckel von Donnersmarck i Wandy von Gaschin mieli prawo do używania tytułu hrabia Henckel-Gaschin von Donnersmarck.

## Historia
W 1890 po śmierci Hugona I linia bytomsko-siemianowicka rodu Henckel von Donnersmarck podzieliła się na linię na Brynku i Krowiarkach, linię na Nakle i Ramułtowicach oraz karyncką linię na Wolfsbergu. Hugon II zapoczątkował pierwszą z tych linii. 15 maja 1856 w Krowiarkach poślubił Wandę, córkę hrabiego Amanda von Gaschin. Hugo II na siedzibę rodową wybrał pałac w Brynku. W 1879 jego żona, Wanda odziedziczyła po swojej matce, hrabinie Fanny von Gaschin majątki wokół Kietrza, Krowiarek i Makowa. W 1900 z majątków odziedziczonych przez Wandę utworzono fideikomis. 25 listopada 1911, staraniem Edgara Henckel von Donnersmarcka, cesarz Wilhelm II wyraził zgodę na połączenie nazwisk i herbów swoich rodziców Hugona i Wandy. Edgar był pierwszą osobą, która mogła używać hrabiowskiego tytułu Henckel-Gaschin von Donnersmarck. Od tego momentu każdy właściciel pałacu w Krowiarkach mógł używać tego tytułu. Linia wygasła w 1993 wraz ze śmiercią ostatniego męskiego potomka Jana Henckel-Gaschin von Donnersmarcka.

## Herb
Herb rodowy według nadania cesarza Wilhelma II z 25 listopada 1911 przedstawia tarczę podzieloną na cztery pola. W pierwszym z nich znajduje się błękitny lew w koronie na złotym tle, a w trzecim polu trzy srebrne róże na czerwonym tle. Te dwa pola stanowią herb rodowy Henckel von Donnersmarck według nadania króla Węgier Zygmunta Luksemburskiego z 1 sierpnia 1417. W drugim polu znajduje się złoty lew w koronie na błękitnym tle, a także czarny orzeł w koronie na złotym tle. W czwartym polu umieszczono siedem złotych zaostrzonych szpic na błękitnym tle. Ponadto, obok znajdują się dwa złote koła z ośmioma szprychami na błękitnym tle. Koła te rozmieszczono ukośnie w lewym kierunku, tak że jedno znajduje się pod drugim. W środek drugiego i czwartego pola wkomponowane jest czerwone pole ze srebrną poprzeczną belką pokrytą podwójną czerwoną różą. Te trzy pola stanowią herb rodowy von Gaschin. W klejnocie nad czterema hełmami i złoto-błękitnymi labrami znajdują się kolejno błękitny lew w koronie, czarny orzeł w koronie, pawie pióra oraz złoty lew w koronie.
|  |  |  |

## Hrabiowie
- Edgar, 1. hrabia Henckel-Gaschin von Donnersmarck (25 listopada 1911 r. – 14 maja 1939 r.)
- Jan, 2. hrabia Henckel-Gaschin von Donnersmarck (14 maja 1939 r. – 15 czerwca 1993 r.)

## Genealogia
|                                              |                                              |                                              |                                              |                                              |                                              |                              |                              |                              |                              |                         |                         |                         |                         |                      |                      |                               |                               |                               |                               |                               |                               |                  |                  |                                           |                                           | Laura von Hardenberg (1812–1857)          | Laura von Hardenberg (1812–1857)          | Laura von Hardenberg (1812–1857)          | Laura von Hardenberg (1812–1857)          | Laura von Hardenberg (1812–1857) | Laura von Hardenberg (1812–1857) |                       |                       |                       |                       |                                        |                                        | Hugo I (1811–1890)                     | Hugo I (1811–1890)                     | Hugo I (1811–1890)                     | Hugo I (1811–1890)                     | Hugo I (1811–1890)     | Hugo I (1811–1890)     |                             |                             |                             |                             |                             |                             |                                             |                                             |                                             |                                             |                                             |                                             |                                     |                                     |                                     |                                     |                                     |                                     |                            |                            |                            |                            |                           |                           |                           |                           |  |  |                             |                             |                             |                             |                             |                             |
|                                              |                                              |                                              |                                              |                                              |                                              |                              |                              |                              |                              |                         |                         |                         |                         |                      |                      |                               |                               |                               |                               |                               |                               |                  |                  |                                           |                                           | Laura von Hardenberg (1812–1857)          | Laura von Hardenberg (1812–1857)          | Laura von Hardenberg (1812–1857)          | Laura von Hardenberg (1812–1857)          | Laura von Hardenberg (1812–1857) | Laura von Hardenberg (1812–1857) |                       |                       |                       |                       |                                        |                                        | Hugo I (1811–1890)                     | Hugo I (1811–1890)                     | Hugo I (1811–1890)                     | Hugo I (1811–1890)                     | Hugo I (1811–1890)     | Hugo I (1811–1890)     |                             |                             |                             |                             |                             |                             |                                             |                                             |                                             |                                             |                                             |                                             |                                     |                                     |                                     |                                     |                                     |                                     |                            |                            |                            |                            |                           |                           |                           |                           |  |  |                             |                             |                             |                             |                             |                             |
|                                              |                                              |                                              |                                              |                                              |                                              |                              |                              |                              |                              |                         |                         |                         |                         |                      |                      |                               |                               |                               |                               |                               |                               |                  |                  |                                           |                                           |                                           |                                           |                                           |                                           |                                  |                                  |                       |                       |                       |                       |                                        |                                        |                                        |                                        |                                        |                                        |                        |                        |                             |                             |                             |                             |                             |                             |                                             |                                             |                                             |                                             |                                             |                                             |                                     |                                     |                                     |                                     |                                     |                                     |                            |                            |                            |                            |                           |                           |                           |                           |  |  |                             |                             |                             |                             |                             |                             |
|                                              |                                              |                                              |                                              |                                              |                                              |                              |                              |                              |                              |                         |                         |                         |                         |                      |                      |                               |                               |                               |                               |                               |                               |                  |                  |                                           |                                           |                                           |                                           |                                           |                                           |                                  |                                  |                       |                       |                       |                       |                                        |                                        |                                        |                                        |                                        |                                        |                        |                        |                             |                             |                             |                             |                             |                             |                                             |                                             |                                             |                                             |                                             |                                             |                                     |                                     |                                     |                                     |                                     |                                     |                            |                            |                            |                            |                           |                           |                           |                           |  |  |                             |                             |                             |                             |                             |                             |
|                                              |                                              |                                              |                                              |                                              |                                              |                              |                              |                              |                              |                         |                         |                         |                         |                      |                      | Wanda von Gaschin (1837–1908) | Wanda von Gaschin (1837–1908) | Wanda von Gaschin (1837–1908) | Wanda von Gaschin (1837–1908) | Wanda von Gaschin (1837–1908) | Wanda von Gaschin (1837–1908) |                  |                  | Hugo II (1832–1908)                       | Hugo II (1832–1908)                       | Hugo II (1832–1908)                       | Hugo II (1832–1908)                       | Hugo II (1832–1908)                       | Hugo II (1832–1908)                       |                                  |                                  | Łazarz IV (1835–1914) | Łazarz IV (1835–1914) | Łazarz IV (1835–1914) | Łazarz IV (1835–1914) | Łazarz IV (1835–1914)                  | Łazarz IV (1835–1914)                  |                                        |                                        |                                        |                                        | Artur (1836–1921)      | Artur (1836–1921)      | Artur (1836–1921)           | Artur (1836–1921)           | Artur (1836–1921)           | Artur (1836–1921)           |                             |                             | Eberhard von Pach zu Hansenheim (1875–1923) | Eberhard von Pach zu Hansenheim (1875–1923) | Eberhard von Pach zu Hansenheim (1875–1923) | Eberhard von Pach zu Hansenheim (1875–1923) | Eberhard von Pach zu Hansenheim (1875–1923) | Eberhard von Pach zu Hansenheim (1875–1923) |                                     |                                     | Irmgard (1872–1940)                 | Irmgard (1872–1940)                 | Irmgard (1872–1940)                 | Irmgard (1872–1940)                 | Irmgard (1872–1940)        | Irmgard (1872–1940)        |                            |                            |                           |                           |                           |                           |  |  |                             |                             |                             |                             |                             |                             |
|                                              |                                              |                                              |                                              |                                              |                                              |                              |                              |                              |                              |                         |                         |                         |                         |                      |                      | Wanda von Gaschin (1837–1908) | Wanda von Gaschin (1837–1908) | Wanda von Gaschin (1837–1908) | Wanda von Gaschin (1837–1908) | Wanda von Gaschin (1837–1908) | Wanda von Gaschin (1837–1908) |                  |                  | Hugo II (1832–1908)                       | Hugo II (1832–1908)                       | Hugo II (1832–1908)                       | Hugo II (1832–1908)                       | Hugo II (1832–1908)                       | Hugo II (1832–1908)                       |                                  |                                  | Łazarz IV (1835–1914) | Łazarz IV (1835–1914) | Łazarz IV (1835–1914) | Łazarz IV (1835–1914) | Łazarz IV (1835–1914)                  | Łazarz IV (1835–1914)                  |                                        |                                        |                                        |                                        | Artur (1836–1921)      | Artur (1836–1921)      | Artur (1836–1921)           | Artur (1836–1921)           | Artur (1836–1921)           | Artur (1836–1921)           |                             |                             | Eberhard von Pach zu Hansenheim (1875–1923) | Eberhard von Pach zu Hansenheim (1875–1923) | Eberhard von Pach zu Hansenheim (1875–1923) | Eberhard von Pach zu Hansenheim (1875–1923) | Eberhard von Pach zu Hansenheim (1875–1923) | Eberhard von Pach zu Hansenheim (1875–1923) |                                     |                                     | Irmgard (1872–1940)                 | Irmgard (1872–1940)                 | Irmgard (1872–1940)                 | Irmgard (1872–1940)                 | Irmgard (1872–1940)        | Irmgard (1872–1940)        |                            |                            |                           |                           |                           |                           |  |  |                             |                             |                             |                             |                             |                             |
|                                              |                                              |                                              |                                              |                                              |                                              |                              |                              |                              |                              |                         |                         |                         |                         |                      |                      |                               |                               |                               |                               |                               |                               |                  |                  |                                           |                                           |                                           |                                           |                                           |                                           |                                  |                                  |                       |                       |                       |                       |                                        |                                        |                                        |                                        |                                        |                                        |                        |                        |                             |                             |                             |                             |                             |                             |                                             |                                             |                                             |                                             |                                             |                                             |                                     |                                     |                                     |                                     |                                     |                                     |                            |                            |                            |                            |                           |                           |                           |                           |  |  |                             |                             |                             |                             |                             |                             |
|                                              |                                              |                                              |                                              |                                              |                                              |                              |                              |                              |                              |                         |                         |                         |                         |                      |                      |                               |                               |                               |                               |                               |                               |                  |                  |                                           |                                           |                                           |                                           |                                           |                                           |                                  |                                  |                       |                       |                       |                       |                                        |                                        |                                        |                                        |                                        |                                        |                        |                        |                             |                             |                             |                             |                             |                             |                                             |                                             |                                             |                                             |                                             |                                             |                                     |                                     |                                     |                                     |                                     |                                     |                            |                            |                            |                            |                           |                           |                           |                           |  |  |                             |                             |                             |                             |                             |                             |
|                                              |                                              |                                              |                                              | Anna von Fabrice (1854–1905)                 | Anna von Fabrice (1854–1905)                 | Anna von Fabrice (1854–1905) | Anna von Fabrice (1854–1905) | Anna von Fabrice (1854–1905) | Anna von Fabrice (1854–1905) |                         |                         | Hugo III (1857–1923)    | Hugo III (1857–1923)    | Hugo III (1857–1923) | Hugo III (1857–1923) | Hugo III (1857–1923)          | Hugo III (1857–1923)          |                               |                               | Sara (1858–1934)              | Sara (1858–1934)              | Sara (1858–1934) | Sara (1858–1934) | Sara (1858–1934)                          | Sara (1858–1934)                          |                                           |                                           | Edgar (1859–1939)                         | Edgar (1859–1939)                         | Edgar (1859–1939)                | Edgar (1859–1939)                | Edgar (1859–1939)     | Edgar (1859–1939)     |                       |                       | Karoline zu Windisch-Grätz (1871–1937) | Karoline zu Windisch-Grätz (1871–1937) | Karoline zu Windisch-Grätz (1871–1937) | Karoline zu Windisch-Grätz (1871–1937) | Karoline zu Windisch-Grätz (1871–1937) | Karoline zu Windisch-Grätz (1871–1937) |                        |                        | Ellinor Waleska (1864–1884) | Ellinor Waleska (1864–1884) | Ellinor Waleska (1864–1884) | Ellinor Waleska (1864–1884) | Ellinor Waleska (1864–1884) | Ellinor Waleska (1864–1884) |                                             |                                             | Małgorzata (1872–1943)                      | Małgorzata (1872–1943)                      | Małgorzata (1872–1943)                      | Małgorzata (1872–1943)                      | Małgorzata (1872–1943)              | Małgorzata (1872–1943)              |                                     |                                     | Sándor Szápáry (1858–1904)          | Sándor Szápáry (1858–1904)          | Sándor Szápáry (1858–1904) | Sándor Szápáry (1858–1904) | Sándor Szápáry (1858–1904) | Sándor Szápáry (1858–1904) |                           |                           |                           |                           |  |  |                             |                             |                             |                             |                             |                             |
|                                              |                                              |                                              |                                              | Anna von Fabrice (1854–1905)                 | Anna von Fabrice (1854–1905)                 | Anna von Fabrice (1854–1905) | Anna von Fabrice (1854–1905) | Anna von Fabrice (1854–1905) | Anna von Fabrice (1854–1905) |                         |                         | Hugo III (1857–1923)    | Hugo III (1857–1923)    | Hugo III (1857–1923) | Hugo III (1857–1923) | Hugo III (1857–1923)          | Hugo III (1857–1923)          |                               |                               | Sara (1858–1934)              | Sara (1858–1934)              | Sara (1858–1934) | Sara (1858–1934) | Sara (1858–1934)                          | Sara (1858–1934)                          |                                           |                                           | Edgar (1859–1939)                         | Edgar (1859–1939)                         | Edgar (1859–1939)                | Edgar (1859–1939)                | Edgar (1859–1939)     | Edgar (1859–1939)     |                       |                       | Karoline zu Windisch-Grätz (1871–1937) | Karoline zu Windisch-Grätz (1871–1937) | Karoline zu Windisch-Grätz (1871–1937) | Karoline zu Windisch-Grätz (1871–1937) | Karoline zu Windisch-Grätz (1871–1937) | Karoline zu Windisch-Grätz (1871–1937) |                        |                        | Ellinor Waleska (1864–1884) | Ellinor Waleska (1864–1884) | Ellinor Waleska (1864–1884) | Ellinor Waleska (1864–1884) | Ellinor Waleska (1864–1884) | Ellinor Waleska (1864–1884) |                                             |                                             | Małgorzata (1872–1943)                      | Małgorzata (1872–1943)                      | Małgorzata (1872–1943)                      | Małgorzata (1872–1943)                      | Małgorzata (1872–1943)              | Małgorzata (1872–1943)              |                                     |                                     | Sándor Szápáry (1858–1904)          | Sándor Szápáry (1858–1904)          | Sándor Szápáry (1858–1904) | Sándor Szápáry (1858–1904) | Sándor Szápáry (1858–1904) | Sándor Szápáry (1858–1904) |                           |                           |                           |                           |  |  |                             |                             |                             |                             |                             |                             |
|                                              |                                              |                                              |                                              |                                              |                                              |                              |                              |                              |                              |                         |                         |                         |                         |                      |                      |                               |                               |                               |                               |                               |                               |                  |                  |                                           |                                           |                                           |                                           |                                           |                                           |                                  |                                  |                       |                       |                       |                       |                                        |                                        |                                        |                                        |                                        |                                        |                        |                        |                             |                             |                             |                             |                             |                             |                                             |                                             |                                             |                                             |                                             |                                             |                                     |                                     |                                     |                                     |                                     |                                     |                            |                            |                            |                            |                           |                           |                           |                           |  |  |                             |                             |                             |                             |                             |                             |
|                                              |                                              |                                              |                                              |                                              |                                              |                              |                              |                              |                              |                         |                         |                         |                         |                      |                      |                               |                               |                               |                               |                               |                               |                  |                  |                                           |                                           |                                           |                                           |                                           |                                           |                                  |                                  |                       |                       |                       |                       |                                        |                                        |                                        |                                        |                                        |                                        |                        |                        |                             |                             |                             |                             |                             |                             |                                             |                                             |                                             |                                             |                                             |                                             |                                     |                                     |                                     |                                     |                                     |                                     |                            |                            |                            |                            |                           |                           |                           |                           |  |  |                             |                             |                             |                             |                             |                             |
| Wilhelm von Hohenau (1884–1957)              | Wilhelm von Hohenau (1884–1957)              | Wilhelm von Hohenau (1884–1957)              | Wilhelm von Hohenau (1884–1957)              | Wilhelm von Hohenau (1884–1957)              | Wilhelm von Hohenau (1884–1957)              |                              |                              | Anna Wanda (1894–1946)       | Anna Wanda (1894–1946)       | Anna Wanda (1894–1946)  | Anna Wanda (1894–1946)  | Anna Wanda (1894–1946)  | Anna Wanda (1894–1946)  |                      |                      | Maria (1897–1971)             | Maria (1897–1971)             | Maria (1897–1971)             | Maria (1897–1971)             | Maria (1897–1971)             | Maria (1897–1971)             |                  |                  | Karol (1895–1940)                         | Karol (1895–1940)                         | Karol (1895–1940)                         | Karol (1895–1940)                         | Karol (1895–1940)                         | Karol (1895–1940)                         |                                  |                                  | Ludwik (1896–1918)    | Ludwik (1896–1918)    | Ludwik (1896–1918)    | Ludwik (1896–1918)    | Ludwik (1896–1918)                     | Ludwik (1896–1918)                     |                                        |                                        | Małgorzata (1929)                      | Małgorzata (1929)                      | Małgorzata (1929)      | Małgorzata (1929)      | Małgorzata (1929)           | Małgorzata (1929)           |                             |                             | Jan (1899–1993)             | Jan (1899–1993)             | Jan (1899–1993)                             | Jan (1899–1993)                             | Jan (1899–1993)                             | Jan (1899–1993)                             |                                             |                                             | Anne-Sophie von Celsing (1915–1989) | Anne-Sophie von Celsing (1915–1989) | Anne-Sophie von Celsing (1915–1989) | Anne-Sophie von Celsing (1915–1989) | Anne-Sophie von Celsing (1915–1989) | Anne-Sophie von Celsing (1915–1989) |                            |                            | Maria Waleria (1905–1986)  | Maria Waleria (1905–1986)  | Maria Waleria (1905–1986) | Maria Waleria (1905–1986) | Maria Waleria (1905–1986) | Maria Waleria (1905–1986) |  |  | Aurel Dessewffy (1903–1975) | Aurel Dessewffy (1903–1975) | Aurel Dessewffy (1903–1975) | Aurel Dessewffy (1903–1975) | Aurel Dessewffy (1903–1975) | Aurel Dessewffy (1903–1975) |
| Wilhelm von Hohenau (1884–1957)              | Wilhelm von Hohenau (1884–1957)              | Wilhelm von Hohenau (1884–1957)              | Wilhelm von Hohenau (1884–1957)              | Wilhelm von Hohenau (1884–1957)              | Wilhelm von Hohenau (1884–1957)              |                              |                              | Anna Wanda (1894–1946)       | Anna Wanda (1894–1946)       | Anna Wanda (1894–1946)  | Anna Wanda (1894–1946)  | Anna Wanda (1894–1946)  | Anna Wanda (1894–1946)  |                      |                      | Maria (1897–1971)             | Maria (1897–1971)             | Maria (1897–1971)             | Maria (1897–1971)             | Maria (1897–1971)             | Maria (1897–1971)             |                  |                  | Karol (1895–1940)                         | Karol (1895–1940)                         | Karol (1895–1940)                         | Karol (1895–1940)                         | Karol (1895–1940)                         | Karol (1895–1940)                         |                                  |                                  |                       | Ludwik (1896–1918)    | Ludwik (1896–1918)    | Ludwik (1896–1918)    | Ludwik (1896–1918)                     | Ludwik (1896–1918)                     |                                        |                                        | Małgorzata (1929)                      | Małgorzata (1929)                      | Małgorzata (1929)      | Małgorzata (1929)      | Małgorzata (1929)           | Małgorzata (1929)           |                             |                             | Jan (1899–1993)             | Jan (1899–1993)             | Jan (1899–1993)                             | Jan (1899–1993)                             | Jan (1899–1993)                             | Jan (1899–1993)                             |                                             |                                             | Anne-Sophie von Celsing (1915–1989) | Anne-Sophie von Celsing (1915–1989) | Anne-Sophie von Celsing (1915–1989) | Anne-Sophie von Celsing (1915–1989) | Anne-Sophie von Celsing (1915–1989) | Anne-Sophie von Celsing (1915–1989) |                            |                            | Maria Waleria (1905–1986)  | Maria Waleria (1905–1986)  | Maria Waleria (1905–1986) | Maria Waleria (1905–1986) | Maria Waleria (1905–1986) | Maria Waleria (1905–1986) |  |  | Aurel Dessewffy (1903–1975) | Aurel Dessewffy (1903–1975) | Aurel Dessewffy (1903–1975) | Aurel Dessewffy (1903–1975) | Aurel Dessewffy (1903–1975) | Aurel Dessewffy (1903–1975) |
|                                              |                                              |                                              |                                              |                                              |                                              |                              |                              |                              |                              |                         |                         |                         |                         |                      |                      |                               |                               |                               |                               |                               |                               |                  |                  |                                           |                                           |                                           |                                           |                                           |                                           |                                  |                                  |                       |                       |                       |                       |                                        |                                        |                                        |                                        |                                        |                                        |                        |                        |                             |                             |                             |                             |                             |                             |                                             |                                             |                                             |                                             |                                             |                                             |                                     |                                     |                                     |                                     |                                     |                                     |                            |                            |                            |                            |                           |                           |                           |                           |  |  |                             |                             |                             |                             |                             |                             |
|                                              |                                              |                                              |                                              |                                              |                                              |                              |                              |                              |                              |                         |                         |                         |                         |                      |                      |                               |                               |                               |                               |                               |                               |                  |                  |                                           |                                           |                                           |                                           |                                           |                                           |                                  |                                  |                       |                       |                       |                       |                                        |                                        |                                        |                                        |                                        |                                        |                        |                        |                             |                             |                             |                             |                             |                             |                                             |                                             |                                             |                                             |                                             |                                             |                                     |                                     |                                     |                                     |                                     |                                     |                            |                            |                            |                            |                           |                           |                           |                           |  |  |                             |                             |                             |                             |                             |                             |
| Karl Wolff Metternich zur Gracht (1916–1983) | Karl Wolff Metternich zur Gracht (1916–1983) | Karl Wolff Metternich zur Gracht (1916–1983) | Karl Wolff Metternich zur Gracht (1916–1983) | Karl Wolff Metternich zur Gracht (1916–1983) | Karl Wolff Metternich zur Gracht (1916–1983) |                              |                              | Maria Wilhelmina (1921)      | Maria Wilhelmina (1921)      | Maria Wilhelmina (1921) | Maria Wilhelmina (1921) | Maria Wilhelmina (1921) | Maria Wilhelmina (1921) |                      |                      | Maria Karolina (1923–2003)    | Maria Karolina (1923–2003)    | Maria Karolina (1923–2003)    | Maria Karolina (1923–2003)    | Maria Karolina (1923–2003)    | Maria Karolina (1923–2003)    |                  |                  | Clemens-Heinrich von Kageneck (1913-2005) | Clemens-Heinrich von Kageneck (1913-2005) | Clemens-Heinrich von Kageneck (1913-2005) | Clemens-Heinrich von Kageneck (1913-2005) | Clemens-Heinrich von Kageneck (1913-2005) | Clemens-Heinrich von Kageneck (1913-2005) |                                  |                                  | Maria Zófia (1926)    | Maria Zófia (1926)    | Maria Zófia (1926)    | Maria Zófia (1926)    | Maria Zófia (1926)                     | Maria Zófia (1926)                     |                                        |                                        | Franciszka (1899–1993)                 | Franciszka (1899–1993)                 | Franciszka (1899–1993) | Franciszka (1899–1993) | Franciszka (1899–1993)      | Franciszka (1899–1993)      |                             |                             | Cecilie Mathilde (1950)     | Cecilie Mathilde (1950)     | Cecilie Mathilde (1950)                     | Cecilie Mathilde (1950)                     | Cecilie Mathilde (1950)                     | Cecilie Mathilde (1950)                     |                                             |                                             | Anne-Sophie (1956)                  | Anne-Sophie (1956)                  | Anne-Sophie (1956)                  | Anne-Sophie (1956)                  | Anne-Sophie (1956)                  | Anne-Sophie (1956)                  |                            |                            | Ian Fraser Downey (1957)   | Ian Fraser Downey (1957)   | Ian Fraser Downey (1957)  | Ian Fraser Downey (1957)  | Ian Fraser Downey (1957)  | Ian Fraser Downey (1957)  |  |  |                             |                             |                             |                             |                             |                             |
| Karl Wolff Metternich zur Gracht (1916–1983) | Karl Wolff Metternich zur Gracht (1916–1983) | Karl Wolff Metternich zur Gracht (1916–1983) | Karl Wolff Metternich zur Gracht (1916–1983) | Karl Wolff Metternich zur Gracht (1916–1983) | Karl Wolff Metternich zur Gracht (1916–1983) |                              |                              | Maria Wilhelmina (1921)      | Maria Wilhelmina (1921)      | Maria Wilhelmina (1921) | Maria Wilhelmina (1921) | Maria Wilhelmina (1921) | Maria Wilhelmina (1921) |                      |                      | Maria Karolina (1923–2003)    | Maria Karolina (1923–2003)    | Maria Karolina (1923–2003)    | Maria Karolina (1923–2003)    | Maria Karolina (1923–2003)    | Maria Karolina (1923–2003)    |                  |                  | Clemens-Heinrich von Kageneck (1913-2005) | Clemens-Heinrich von Kageneck (1913-2005) | Clemens-Heinrich von Kageneck (1913-2005) | Clemens-Heinrich von Kageneck (1913-2005) | Clemens-Heinrich von Kageneck (1913-2005) | Clemens-Heinrich von Kageneck (1913-2005) |                                  |                                  | Maria Zófia (1926)    | Maria Zófia (1926)    | Maria Zófia (1926)    | Maria Zófia (1926)    | Maria Zófia (1926)                     | Maria Zófia (1926)                     |                                        |                                        | Franciszka (1899–1993)                 | Franciszka (1899–1993)                 | Franciszka (1899–1993) | Franciszka (1899–1993) | Franciszka (1899–1993)      | Franciszka (1899–1993)      |                             |                             | Cecilie Mathilde (1950)     | Cecilie Mathilde (1950)     | Cecilie Mathilde (1950)                     | Cecilie Mathilde (1950)                     | Cecilie Mathilde (1950)                     | Cecilie Mathilde (1950)                     |                                             |                                             | Anne-Sophie (1956)                  | Anne-Sophie (1956)                  | Anne-Sophie (1956)                  | Anne-Sophie (1956)                  | Anne-Sophie (1956)                  | Anne-Sophie (1956)                  |                            |                            | Ian Fraser Downey (1957)   | Ian Fraser Downey (1957)   | Ian Fraser Downey (1957)  | Ian Fraser Downey (1957)  | Ian Fraser Downey (1957)  | Ian Fraser Downey (1957)  |  |  |                             |                             |                             |                             |                             |                             |